# Georg Philippi
Georg Philippi (* 12. August 1936 in Freiburg im Breisgau; † 6. Juli 2010) war ein deutscher Botaniker. Sein botanisches Autorenkürzel lautet „G.Phil.“.

## Leben
Georg Philippi wuchs in Freiburg auf, wo er 1955 am Kepler-Gymnasium das Abitur ablegte. Bereits als Schüler interessierte er sich für Pflanzen und begann schon in dieser Zeit, sich mit Moosen zu beschäftigen. Während seiner Ferien in Karlsruhe nahm er mit dem dortigen Museumsdirektor Erich Oberdorfer Kontakt auf, der ihn für die Pflanzensoziologie gewann. Philippi und sein ebenfalls botanisch interessierter Bruder tauschten sich als Schüler auch mit namhaften Bryologen wie Karl Müller und Theodor Herzog aus, der eine wirkte in Freiburg, der andere war, wie die beiden Brüder, gebürtiger Freiburger. Außerdem war Philippi regelmäßiger Gast im Freiburger Naturkundemuseum, wo ihn dessen Direktor Martin Schnetter unter anderem auch für andere Aspekte der Biologie, etwa die Ornithologie, begeisterte.
Ab 1955 studierte Philippi Biologie, Chemie und Mathematik an der Universität Freiburg sowie an der Universität Göttingen. 1961 legte er das Staatsexamen für das Lehramt ab und wurde 1962 zum Dr. rer. nat. promoviert.
Bevor ihn Erich Oberdorfer 1964 als wissenschaftlicher Mitarbeiter an das Staatliche Museum für Naturkunde Karlsruhe in Karlsruhe berief, war er Studienreferendar in Lahr. In Karlsruhe wurde Philippi 1974 zum Hauptkonservator und Leiter der Botanischen Abteilung bestellt. 1980 habilitierte er sich an der Universität Karlsruhe, wo er 1988 zum außerplanmäßigen Professor ernannt wurde.
Philippi war mit einer früheren Mitarbeiterin des Göttinger Botanikers Franz Firbas verheiratet, die eine bekannte Mykologin war. Er hatte zwei Töchter. Philippi ist auf dem Hauptfriedhof Karlsruhe bestattet.

## Werk

### Allgemeines
Philippi ist zusammen mit Oskar Sebald, Siegmund Seybold und Arno Wörz Mitherausgeber und Autor des Werks Die Farn- und Blütenpflanzen Baden-Württembergs, Band 1–8, Stuttgart 1990–1998.

### Pflanzensoziologie
Philippi, der von Erich Oberdorfer für die Pflanzensoziologie gewonnen wurde, war ein ausgesprochener Praktiker auf diesem Gebiet. Er befasste sich mit der Soziologie von Röhrichtgesellschaften, Pfeifengraswiesen, Flachmooren und Zwergbinsengesellschaften. Als hervorragender Kenner der Moose hatte er schon früh pflanzensoziologische Forschungen in Flach- und Übergangsmooren unternommen.
Die Ergebnisse seiner langjährigen Kenntnis dieser Vegetationseinheiten führten dazu, dass er in der zweiten Auflage der von Erich Oberdorfer herausgegebenen Süddeutschen Pflanzengesellschaften Beiträge zu folgenden Syntaxa lieferte:
- Quellflur-Gesellschaften und Waldsümpfe (Klasse Montio-Cardaminetea)
- Nordische Zwischenmoor- und Schlenken-Gesellschaften (Ordnung Scheuchzerietalia palustris)
- Flachmoorgesellschaften auf vorwiegend kalkarmen Standorten (Ordnung Caricetalia fuscae)
- Röhrichte und Großseggengesellschaften (Klasse Phragmitetea)
- Zwergbinsen-Gesellschaften (Klasse Isoeto-Nanojuncetea)

Außerdem hat er für den Bereich von Messtischblättern Vegetationskarten 1:25.000 bearbeitet bzw. war an der Bearbeitung beteiligt:
- Blatt 6617: Schwetzingen (1972)
- Blatt 6323: Tauberbischofsheim West (1983)
- Blatt 6916: Karlsruhe Nord (1973; zusammen mit Gerhard Lang)
- Blatt 8114: Feldberg, Vegetationskundliche Karte von Erich Oberdorfer (1982; Mitarbeit)

Zudem war Philippi Mitarbeiter an der von Erich Oberdorfer und Theo Müller herausgegebenen Karte der potentiellen natürlichen Vegetation Baden-Württembergs (1974).

### Mooskunde
1956 hat Georg Philippi eine erste Arbeit über einige Moosgesellschaften des Schwarzwaldes und der Rheinebene publiziert, deren Grundlagen er bereits als Schüler erkundet hatte. Er beschreibt in dieser Arbeit Gesellschaften von Wassermoosen, von Moosen auf Silikatfelsen sowie von Erdmoosen. Dabei hat er die Gesellschaften systematisch bestimmten Syntaxa zugeordnet bzw. neue Moosgesellschaften beschrieben. Beispiele dafür sind:
- Wassermoosgesellschaften (Ordnung Leptodictyetalia riparii Philippi 1956)
- Moosgesellschaften trockenen Silikatgesteins (Ordnung Racomitrietalia heterostichi Philippi 1956)
- Moosgesellschaften des morschen Holzes (Verband Novellion curvifolia Philippi 1956)

Neben der Vergesellschaftung von Moosen hatte Philippi immer die Ökologie der Moose im Auge. So befasste er sich bereits in seiner Examensarbeit, die vom Bryologen und Pflanzenphysiologen Martin Bopp, einem Mitarbeiter am Lehrstuhl von Friedrich Oehlkers, betreut wurde, mit dem Thema Zur Keimungsentwicklung einiger Lebermoose saurer Substrate in Abhängigkeit von pH-Wert. Auch in seiner Dissertation Soziologische und experimentell-ökologische Untersuchungen an Moosen saurer Erdraine, des morschen Holzes und des Rohhumus zeigten sich seine umfassenden Kenntnisse dieser Pflanzensippe.
In seiner Zeit als Leiter der Botanischen Abteilung am Museum in Karlsruhe hat er zu mehreren Gebietsmonographien die Moose bzw. die Vegetation bearbeitet, so zu folgenden Gebieten:
- Wutachschlucht (1971)[1]
- Taubergießen (1974)[2]
- Rußheimer Altrhein (1978)[3][4][5]
- Buchswald bei Grenzach (1979)[6]
- Belchen (1989)[7]
- Bannwald "Conventwald" bei Freiburg (2004)[8]
- Bannwälder "Hechtsgraben" und "Weisweiler Rheinwald" bei Weisweil (2005)[9]
- Bannwälder im Hagenschieß bei Pforzheim (2005)[10]

1977 veröffentlichte er die erste Fassung der Roten Liste der Moose Baden-Württembergs und bearbeitete auch die zweite Fassung 1984. Seine langjährigen Kenntnisse zur Verbreitung, Soziologie und Ökologie der Pflanzen Baden-Württembergs fanden nicht zuletzt ihren Höhepunkt in den von ihm mit herausgegebenen mehrbändigen Werken zum Artenschutz: Die Farn- und Blütenpflanzen Baden-Württembergs sowie Die Moose Baden-Württembergs.

## Naturschutz
Philippi war seit 1987 als ehrenamtlicher Naturschutzbeauftragter der Stadt Karlsruhe tätig und Mitglied des Naturschutzbeirates. 2007, nach 20-jähriger Tätigkeit, dankte ihm Oberbürgermeister Heinz Fenrich für seinen Einsatz. Bis zuletzt leitete Philippi botanische Exkursionen in der Region Karlsruhe, z. B. in den Rheinauen und im Auenwald.

## Mitgliedschaften und Ehrungen
- Badischer Landesverein für Naturkunde und Naturschutz e. V.
- Naturwissenschaftlichen Verein Karlsruhe e. V.; (langjähriger Vorsitzender und Ehrenmitglied)
- Botanische Arbeitsgemeinschaft Südwestdeutschland e. V. (Gründungsmitglied)